# Tess Clark
Tess Clark (* 17. Juni 1996) ist eine US-amerikanische Volleyballspielerin. Die Mittelblockerin spielt nach Stationen in Frankreich und Spanien seit 2021 bei den Ladies in Black Aachen.

## Karriere
Clark begann ihre Karriere an der Horizon High School in Scottsdale. 2011 kam sie in der Jugend-Nationalmannschaft der Vereinigten Staaten zum Einsatz. Von 2014 bis 2017 studierte sie an der University of Louisville und spielte dort in der Universitätsmannschaft Cardinals. 2018 wechselte die Mittelblockerin zum französischen Verein SRD Saint-Die-des-Vosges. Ein Jahr später wechselte sie in die spanische Liga zu Feel Volley Alcobendas. Mit dem Verein gewann sie 2021 den nationalen Pokal und wurde spanische Vizemeisterin. Anschließend wurde sie vom deutschen Bundesligisten Ladies in Black Aachen verpflichtet.